# Micheen Thornycroft
Micheen Thornycroft, född 26 juni 1987, är en zimbabwisk roddare.
Thornycroft tävlade för Zimbabwe vid olympiska sommarspelen 2012 i London, där hon slutade på 14:e plats i singelsculler.
Vid olympiska sommarspelen 2016 i Rio de Janeiro slutade Thornycroft på 11:e plats i singelsculler.